# NGC 1595
NGC 1595 é uma galáxia elíptica (E3) localizada na direcção da constelação de Caelum. Possui uma declinação de -47° 48' 55" e uma ascensão recta de 4 horas, 28 minutos e 21,6 segundos.
A galáxia NGC 1595 foi descoberta em 3 de Dezembro de 1837 por John Herschel.